# حوشم
حوشم (بالفارسية: حوشم) هي قرية تقع في البلدة المركزية في إيران. يقدر عدد سكانها بـ 299 نسمة بحسب إحصاء 2016.